# Константин Белчев
Вижте пояснителната страница за други личности с името Белчев.
Константин (Костадин) Белчев (изписване до 1945 година: Константинъ Бѣлчевъ) е български революционер, войвода на Вътрешната македоно-одринска революционна организация.

## Биография
Белчев е роден в 1873 година в битолското село Цапари, тогава в Османската империя. По професия е учител. Влиза във ВМОРО и става селски войвода. През май 1902 година е арестуван от властите и лежи в Битолския затвор Катил хане, където е изтезаван. Взима участие в Илинденско-Преображенското въстание като войвода.
След въстанието приема свещенически сан и е дякон при Българската екзархия в Цариград. Умира на 19 април 1945 година в София.